# Bruchidius scutulatus
Bruchidius scutulatus is een keversoort uit de familie bladkevers (Chrysomelidae). De wetenschappelijke naam van de soort werd in 1890 gepubliceerd door Flaminio Baudi di Selve.